# R&G (Rhythm & Gangsta): The Masterpiece
"R&G (Rhythm & Gangsta): The Masterpiece" é o sétimo álbum de estúdio do rapper estadunidense Snoop Dogg, lançado em 23 de novembro de 2004, pelas editoras discográficas Doggystyle Records, Star Trak Entertainment e Geffen Records.  A produção do disco ocorreu entre 2003 e 2004, tendo sido feita por The Alchemist, Hi-Tek, J. R. Rotem, Warryn Campbell, Lil Jon, Sha Money XL, Ron Browz e The Neptunes, esse ultimo na produção dos principais singles.
O álbum estreou no número seis na parada Billboard 200, vendendo 225.000 cópias em sua primeira semana. Após a seu lançamento R&G (Rhythm & Gangsta): The Masterpiece recebeu críticas positivas dos críticos de música.

## Antecedentes
Em novembro de 2002, Snoop Dogg lançou seu sexto álbum de estúdio Paid tha Cost to Be da Boss, que gerou dois singles em todo o mundo "From tha Chuuuch to da Palace" e o duas vezes indicado ao Grammy "Beautiful", que foram produzidos pela dupla The Neptunes. Em junho de 2004, foi anunciado que Snoop Dogg tinha assinado com a gravadora Star Trak Entertainment de Pharrell Williams e Chad Hugo, os "The Neptunes", para produzir seu próximo sétimo álbum de estúdio.

## Singles
"Drop It Like It's Hot" foi o primeiro single do álbum, tendo seu lançamento ocorrido em 12 de Setembro de 2004. A canção tem a participação do cantor e produtor musical Pharrell Williams. A canção foi um grande exito comercial alcançando a primeira colocação na Billboard Hot 100, sendo seu primeiro single a alcançar tal feito. O single foi indicado ao Grammy Awards nas categorias Melhor canção de Rap e Melhor performance de rap por dupla ou grupo, porem perdeu nas duas categorias. Mais tarde Drop It Like It's Hot foi certificada platina dupla pela Recording Industry Association of America, apos ultrapassar a marca de 2 milhões de copias vendidas no país, sendo ainda certificada Prata no Reino Unido, e Ouro na Austrália e na Nova Zelândia. Nas paradas musicais internacionais o single ficou na decima posição na UK Singles Chart, e também no top dez de mais doze países. Em 2009 o single foi escolhido a canção de Hip Hop mais popular da década pela revista Billboard.
"Let's Get Blown" foi o segundo single do disco, tendo também a participação de Pharrell. Este single teve desempenho comercial mediano no Estados Unidos, chegando apenas quinquagésima quarta posição na Billboard Hot 100, decima nona na Billboard R&B/Hip-Hop Songs, e a decima segunda na Billboard Rap Songs. Fora do seu país de origem a faixa chegou a decima perceira posição no Reino Unido, a vice liderança na Bélgica e a primeira posição na África do Sul.
"Signs" foi lançado em 25 de abril de 2005, tendo a participação dos cantores Justin Timberlake e Charlie Wilson. O single foi o segundo maior exito do álbum chegando a quadragésima sexta posição na Billboard Hot 100, e a decima sétima na Mainstream Top 40, porem a moir parte do sucesso da canção se fez na Europa aonde ficou entre as dez melhores oito países, dentre eles na liderança na parada musical australiana. a Recording Industry Association of America certificou o single como Ouro, pela numero superior a 500 mil copias vendidas no país.
"Ups & Downs" foi o quarto e ultimo single oficial do álbum, seu lançamento ocorreu em 15 de agosto de 2005. A faixa alcançou a sexagésima sétima e sexagésima sexta posição na Billboard R&B/Hip-Hop Songs, e Billboard R&B/Hip-Hop Airplay, respectivamente. Obteve a melhor colocação na Bélgica, aonde chegou a terceira posição.
"Girl Like U" teve a participação do rapper Nelly, mesmo sem ser um single a canção alcançou a decima quinta posição na Billboard Bubbling Under R&B/Hip-Hop Singles.

## Recepção
| Críticas profissionais | Críticas profissionais |
| Pontuações agregadas   | Pontuações agregadas   |
| Fonte                  | Avaliação              |
| ---------------------- | ---------------------- |
| Metacritic             | (63/100)               |
| Avaliações da crítica  |                        |
| Fonte                  | Avaliação              |
| Allmusic               | [ 1 ]                  |
| Blender                | [ 17 ]                 |
| Entertainment Weekly   | B−                     |
| HipHopDX               | [ 19 ]                 |
| Los Angeles Times      | [ 20 ]                 |
| Pitchfork Media        | [ 21 ]                 |
| RapReviews             | [ 22 ]                 |
| Robert Christgau       | [ 23 ]                 |
| Rolling Stone          | [ 24 ]                 |
| USA Today              | [ 25 ]                 |

R&G (Rhythm & Gangsta): The Masterpiece recebeu críticas geralmente positivas dos críticos musica. O Metacritic com base em uma média deu a o disco uma pontuação de sessenta e três pontos de cem possíveis, dentro dos padrões do website a nota indica uma "avaliação favorável". A revista Uncut avaliou o álbum com três estrelas de cinco possíveis e escreveu que "Snoop fez casamentos com o funk de terra, juntamente com participações gigantescas". Recebeu três estrelas da revista Rolling Stone, que destacou a ousadia do álbum. Pitchfork Media  escreveu: "R&G" é o primeiro álbum de Snoop para Star Trak Entertainment, o rótulo dirigido pelos produtores The Neptunes, que dominou as rádio com deslumbrante batidas. A dupla produziu cinco das músicas deste álbum, deixando sua marca peculiar em todo o disco. R&G tem um som unificado, incomum em álbuns de hip-hop, é uma meta baseada em pianos tinkly som e guitarras noodly e windchimes. Parece algo como The Black Eyed Peas. Se Eles tentaram fazer algo como Barry White, com mais propósito melodioso falsete. o portal AllMusic deu a disco quatro estrelas de cinco possíveis, e a revista USA Today cedeu três estrelas e meia de quatro possíveis.

## Performance comercial
O álbum vendeu cerca de 225.000 cópias em sua primeira semana e estreou na sexta posição na Billboard 200. Ele vendeu mais de 1,724,000 cópias nos Estados Unidos da América de acordo com o SoundScan. No Reino Unido o disco foi certificado platina, com mais de trezentas mil copias vendidas no país, superando ainda a marca de mais de cem mil copias vendidas na Alemanha, Canadá e França, esse ultimo país o disco vendeu mais de cento e dezoito mil copias. O disco vendeu mais e de 2,500,000 copias em todo o mundo.

## Faixas
| #  | Título                                                        | Produtor(es)                              | Convidado(s)                       | Tempo |
| -- | ------------------------------------------------------------- | ----------------------------------------- | ---------------------------------- | ----- |
| 1  | "(Intro) I Love To Give You Light"                            | The Alchemist                             |                                    | 2:38  |
| 2  | "Bang Out"                                                    | The Neptunes                              | Jasmin Lopez                       | 3:05  |
| 3  | "Drop It Like It's Hot"                                       | The Neptunes                              | Pharrell                           | 4:26  |
| 4  | "Can I Get A Flicc Witchu/Every Dogg Has His Day (Interlude)" | Josef Leimberg                            | Bootsy Collins                     | 5:24  |
| 5  | "Ups & Downs"                                                 | Baby Dubb                                 | Bee Gees                           | 4:04  |
| 6  | "The Bidness"                                                 | Soopafly                                  |                                    | 3:28  |
| 7  | "Snoop D.O. Double G"                                         | Sha Money XL                              |                                    | 4:01  |
| 8  | "Let's Get Blown"                                             | The Neptunes                              | Pharrell & Keyshia Cole            | 4:41  |
| 9  | "Step Yo Game Up"                                             | Lil' Jon                                  | Lil' Jon & Trina                   | 4:24  |
| 10 | "Perfect"                                                     | The Neptunes                              | Charlie Wilson & Pharrell          | 5:51  |
| 11 | "WBALLZ (Interlude)"                                          |                                           |                                    | 0:21  |
| 12 | "Fresh Pair Of Panties On"                                    | Ole Folks                                 |                                    | 2:38  |
| 13 | "Promise I/Say What Again (Interlude)"                        | Mr. Porter                                |                                    | 3:17  |
| 14 | "Oh No"                                                       | Ron Browz (Co-produzido por Sha Money XL) | 50 Cent                            | 4:03  |
| 15 | "Can U Control Yo Hoe"                                        | L.T. Hutton                               | Soopafly                           | 3:08  |
| 16 | "Signs"                                                       | The Neptunes                              | Justin Timberlake & Charlie Wilson | 3:56  |
| 17 | "I'm Threw Witchu"                                            | Baby Dubb                                 | Soopafly                           | 4:21  |
| 18 | "Pass It Pass It"                                             | The Neptunes                              |                                    | 4:23  |
| 19 | "Girl Like U"                                                 | L.T. Hutton                               | Nelly                              | 4:36  |
| 20 | "No Thang On Me"                                              | Hi-Tek                                    | Bootsy Collins                     | 4:41  |

## Desempenho nas paradas
| Paradas (2004)                          | Melhor posição |
| --------------------------------------- | -------------- |
| Alemanha (Offizielle Deutsche Charts)   | 14             |
| Austrália (ARIA)                        | 38             |
| Áustria (Ö3 Austria Top 40)             | 26             |
| Bélgica (Ultratop Flandres)             | 14             |
| Bélgica (Ultratop Valônia)              | 59             |
| Canadá (Billboard)                      | 8              |
| Dinamarca (Hitlisten)                   | 12             |
| Estados Unidos (Billboard 200)          | 6              |
| Estados Unidos (Top R&B/Hip Hop Albums) | 4              |
| Estados Unidos (Top Rap Albums)         | 3              |
| França (SNEP)                           | 14             |
| Itália (FIMI)                           | 47             |
| Nova Zelândia (RMNZ)                    | 11             |
| Noruega (VG-lista)                      | 12             |
| Países Baixos (Dutch Charts)            | 17             |
| Reino Unido (UK Albums Chart)           | 12             |
| Reino Unido (UK R&B Chart)              | 4              |
| Suécia (Sverigetopplistan)              | 47             |
| Suíça (Schweizer Hitparade)             | 13             |

| Paradas (2004)                                | Melhor posição |
| --------------------------------------------- | -------------- |
| Austrália (ARIA Urban)                        | 19             |
| Bélgica (Ultratop 50 Flandres)                | 47             |
| Estados Unidos (Billboard 200)                | 28             |
| Estados Unidos (Billboard R&B/Hip-Hop Albums) | 16             |
| França (SNEP)                                 | 96             |
| Suíça (Schweizer Hitparade)                   | 85             |

## Vendas e certificações
| Alemanha (BVMI) | Ouro    | 100,000^   |
| Austrália (ARIA) | Ouro    | 35,000^    |
| Canadá (Music Canada) | Platina | 100,000^   |
| Dinamarca (IFPI) | Ouro    | 20.000     |
| Estados Unidos (RIAA) | Platina | 1,724,000* |
| França (SNEP) | Ouro    | 118,200*   |
| Itália (FIMI) | Ouro    | 40,000*    |
| Nova Zelândia (RIANZ) | Platina | 15,000^    |
| Reino Unido (BPI) | Platina | 300,000^   |
| Suíça (IFPI) | Ouro    | 20,000º    |
| Vendas totais |         |            |
| Mundo |         | 3,700,000  |
| *número de vendas baseado na certificação ^ figuras embarques com base apenas na certificação ºnúmeros não especificados baseando-se apenas na certificação |         |            |